# Geiersthal

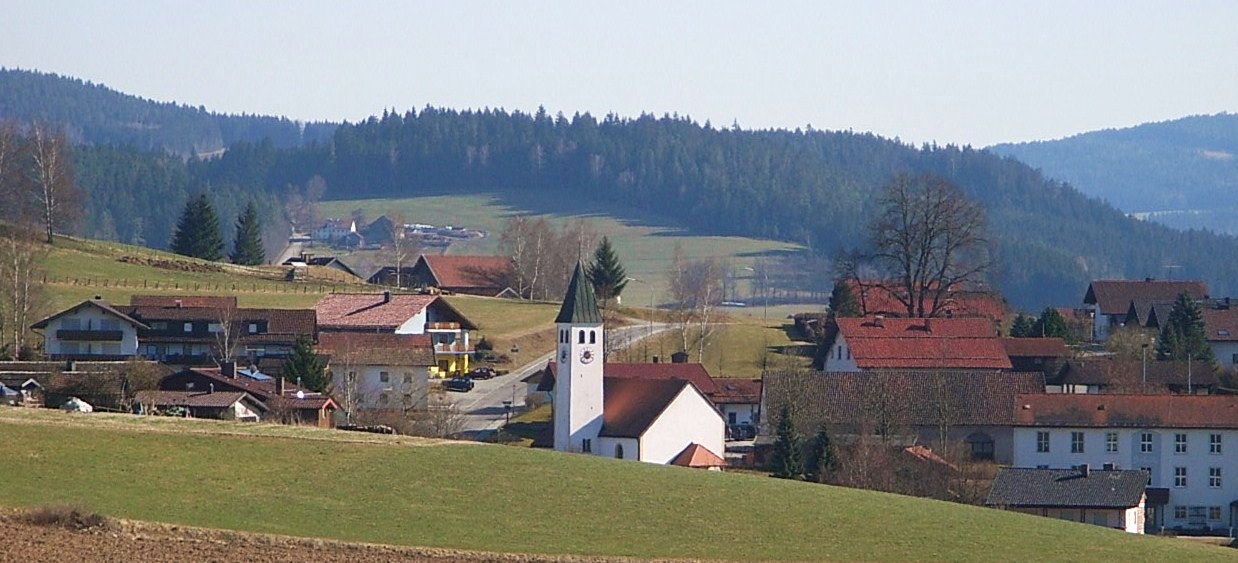
Blick auf Geiersthal aus nordwestlicher Richtung

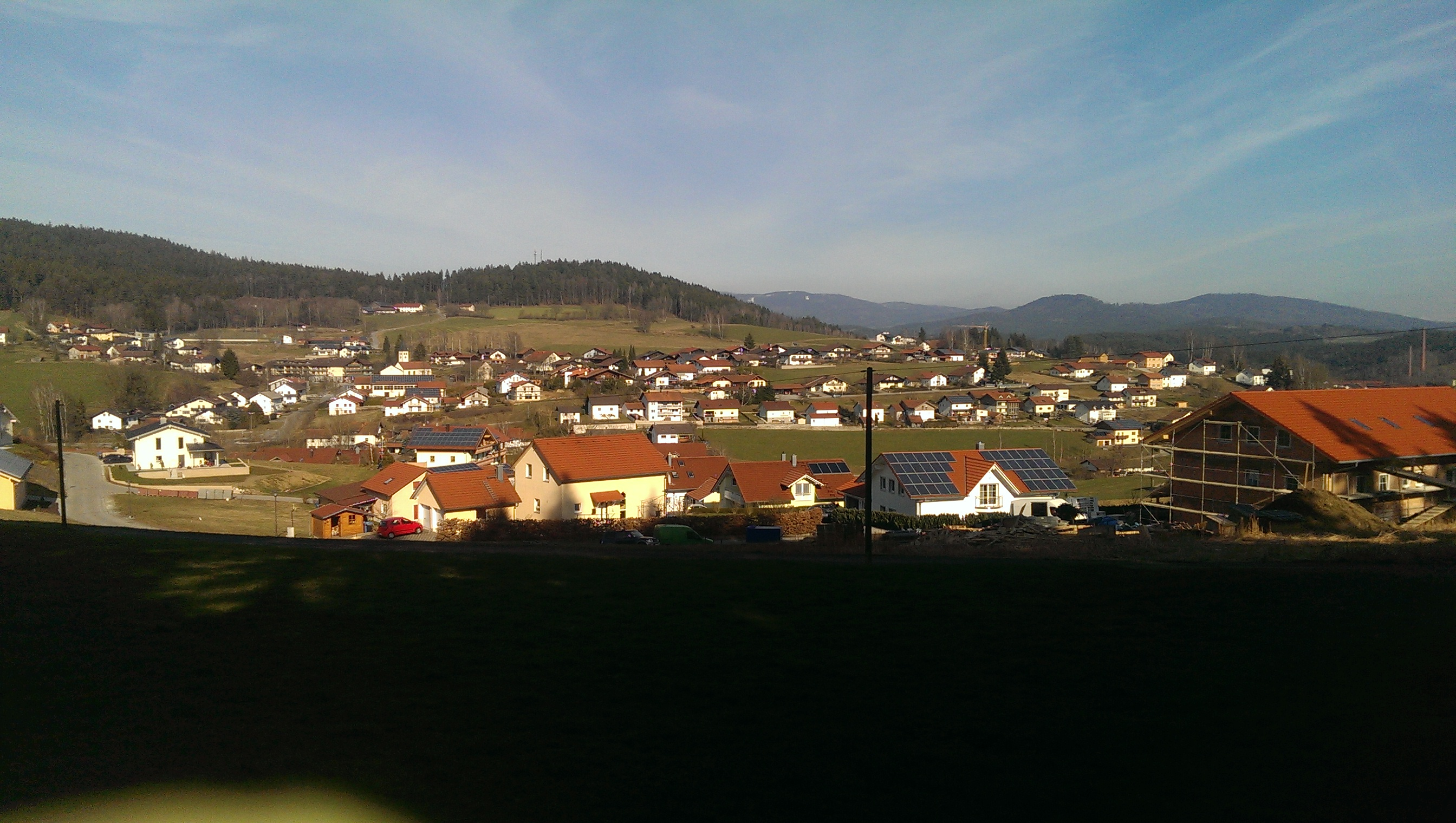
Geiersthal von Westen gesehen. Im Hintergrund: Der Hochzellberg in der Arber-Bergkette.

Geiersthal ist eine Gemeinde im niederbayerischen Landkreis Regen. Der gleichnamige Hauptort ist Sitz der Gemeindeverwaltung und ein staatlich anerkannter Erholungsort.

## Geografie

### Geografische Lage
Die Gemeinde liegt in der Region Donau-Wald inmitten des Bayerischen Waldes über dem Tal des Schwarzen Regens etwa acht Kilometer südöstlich von Viechtach, 22 km nördlich von Deggendorf, 13 km nordwestlich der Kreisstadt Regen sowie neun Kilometer von Bodenmais entfernt. Geographisch gesehen gehört der Nordteil der Gemeinde zum Hinterem Bayerischen Wald  und der Südteil zur sogenannten Regensenke. Der höchste Punkt im Gemeindegebiet ist der Frankenberg bei Frankenried mit 748 m ü. NHN. Die Orte  Geiersthal, Kammersdorf und Teisnach sind fast vollständig zusammengewachsen.
Direkte Nachbargemeinden sind Drachselsried im Norden, Böbrach im Nordosten, Teisnach im Osten, Patersdorf im Süden, Kollnburg im Südwesten und Viechtach im Nordwesten.

### Gemeindegliederung
Es gibt 32 Gemeindeteile (in Klammern ist der Siedlungstyp angegeben):
- Altnußberg (Kirchdorf)
- Auhof (Weiler)
- Berging (Dorf)
- Eisberg (Weiler)
- Felburg (Weiler)
- Fernsdorf (Kirchdorf)
- Frankenried (Dorf)
- Furthof (Dorf)
- Geiersthal (Kirchdorf)
- Grandmühle (Einöde)
- Gumpenried (Einöde)
- Haid am Sand (Einöde)
- Haidberg (Weiler)
- Haidhof (Einöde)
- Hartmannsgrub (Dorf)
- Hinterberg (Weiler)
- Höfing (Dorf)
- Holzhaus (Dorf)
- Holzwies (Einöde)
- Kammersdorf (Dorf)
- Linden (Dorf)
- Madlholz (Weiler)
- Marienthal (Einöde)
- Oberberging (Weiler)
- Oberleiten (Weiler)
- Pfranzgrub (Weiler)
- Piflitz (Weiler)
- Seigersdorf (Weiler)
- Unterberging (Weiler)
- Viertlweggrub (Weiler)
- Vorderpiflitz (Weiler)
- Weging (Weiler)

Es gibt nur die Gemarkung Geiersthal.

## Geschichte

### Bis zur Gemeindegründung
Die erste nachweisbare Nennung des Ortes stammt aus dem Jahr 1209. Im Pfarreienverzeichnis des Bistums Regensburg aus dem Jahr 1286 wird auch die Pfarrei Geiersthal erwähnt. Die Urpfarrei zählte um 1300 einschließlich Geiersthal 13 Orte, die bis Mitte des 18. Jahrhunderts auf 50 Ortschaften anwuchsen.
Geiersthal gehörte zum Rentamt Straubing und zum Landgericht Viechtach des Kurfürstentums Bayern. Im Zuge der Verwaltungsreformen im Königreich Bayern entstand mit dem Gemeindeedikt von 1818 die heutige Gemeinde.

### 19. und 20. Jahrhundert
Aus Geiersthal stammt der Jurist Friedrich Freiherr von Wulffen (1790–1858). Er war von 1843 bis 1846 Regierungspräsident von Niederbayern und gehörte 1848/49 als Mitglied des rechten Zentrums zur Frankfurter Nationalversammlung. Ab 1855 war er Präsident des höchsten Gerichts in Bayern, des Oberappellationsgerichtshofes in München.
Seit 1886 liefen Verhandlungen, den Pfarrsitz von Geiersthal nach Teisnach zu verlegen, das seit Gründung der Papierfabrik Teisnach 1881 zum bedeutendsten Ort der Pfarrei geworden war. Schließlich erbaute man in Teisnach eine neue Pfarrkirche, während das Langhaus der baufälligen Geiersthaler Pfarrkirche unter Polizeischutz abgerissen wurde. Die verbliebene Apsis wurde zur Friedhofskapelle umfunktioniert. Im Jahr 1903 war die Verlegung des Pfarrsitzes nach Teisnach vollzogen.

### Einwohnerentwicklung
Zwischen 1988 und 2018 wuchs die Gemeinde von 2079 auf 2238 um 159 Einwohner bzw. um 7,7 %.
| Jahr | Einwohner |
| ---- | --------- |
| 1961 | 1854      |
| 1970 | 1852      |
| 1987 | 2085      |
| 1991 | 2179      |
| 1995 | 2230      |
| 2000 | 2311      |
| 2005 | 2293      |
| 2010 | 2235      |
| 2015 | 2189      |
| 2023 | 2211      |

## Politik

### Gemeinderat
Der Gemeinderat besteht aus dem Ersten Bürgermeister und 14 Mitgliedern. Die Mitglieder verteilen sich seit dem 1. Mai 2020 wie folgt:
- CSU: 4 Sitze (30,15 % der Stimmen)
- SPD / Freie Bürger: 3 Sitze (22,79 % der Stimmen)
- Freie Wählergemeinschaft: 5 Sitze (24,40 % der Stimmen)
- Bürgerliste: 2 Sitze (10,93 % der Stimmen)

### Bürgermeister
Erster Bürgermeister ist seit Mai 2020 Richard Gruber (FWG). Zweiter Bürgermeister ist Ludwig Weindl (FWG) und dritte Bürgermeisterin ist Sylvia Augustin (CSU).

### Verwaltungsgemeinschaft
Die Gemeinde gehörte ab 1. Mai 1978 mit Böbrach und Teisnach zur Verwaltungsgemeinschaft Teisnach, die aber zum 1. Januar 1980 wieder aufgehoben wurde.

### Wappen
| Wappen von Geiersthal | Blasonierung: „In Silber auf rotem Dreiberg stehend eine gestürzte eingeschweifte rote Spitze, darin ein golden bewehrter silberner Geier.“ |
| Wappen von Geiersthal | Wappenbegründung: Der Geier redet für den Gemeindenamen. Die gestürzte Spitze auf rotem Dreiberg entspricht dem seit 1444 nachweisbaren Wappen der Zisterzienserabtei Aldersbach, die 1299 das Patronatsrecht über die schon 1209 genannte Pfarrkirche in Geiersthal erhielt. Von 1325 bis zur Säkularisation 1803 war die Pfarrei nach Aldersbach inkorporiert. 1903 wurde der Pfarrsitz nach Teisnach verlegt. Das Gotteshaus Geiersthal war auch als Grundherrschaft in der Gemeindeflur und darüber hinaus von Bedeutung. Dieses Wappen wird seit 1951 geführt. |

## Wirtschaft
Es gab im Jahr 2020 nach der amtlichen Statistik im produzierenden Gewerbe keine und im Bereich Handel und Verkehr 223 sozialversicherungspflichtig Beschäftigte am Arbeitsort. Sozialversicherungspflichtig Beschäftigte am Wohnort gab es insgesamt 971. Im verarbeitenden Gewerbe gab es zwei Betriebe, im Bauhauptgewerbe vier Betriebe. Zudem bestanden im Jahr 2016 28 landwirtschaftliche Betriebe mit einer landwirtschaftlich genutzten Fläche von 685 Hektar, davon waren 445 Hektar Dauergrünfläche.
Größter Arbeitgeber ist die Kuchler Service GmbH, die in den Bereichen Entsorgung, Transport, Industriereinigung und Agrarhandel tätig ist.

## Verkehr

### Straßenverkehr
Wichtigste Straßenverbindung auf dem Gemeindegebiet ist die B 85, die durch den Gemeindeteil Linden führt. Diese führt von Passau über die Kreisstadt Regen in Richtung Cham. Unweit der Gemeindegrenze zweigt bei Patersdorf von dieser die B 11 nach Deggendorf ab.
Die beiden größten Gemeindeteile Geiersthal und Kammersdorf sind über die Kreisstraße REG 19 und die Staatsstraßen 2136 und 2636 mit den Bundesstraßen verbunden. Diese beiden Staatsstraßen verbinden die Gemeinde auch mit den Nachbarorten Bodenmais, Drachselsried, Patersdorf und Teisnach.

### Bahnverkehr
Über das Gemeindegebiet führt die Bahnstrecke Gotteszell–Viechtach der Länderbahn. Zwischen 1991 und 2016 wurde diese nur noch im Sonderverkehr befahren. Auf dem Gemeindegebiet befinden sich die Haltestellen Teisnach Rohde & Schwarz (Ortsteil Berging), Böbrach, Gumpenried-Asbach und Nußberg-Schönau. Diese befinden sich jedoch abgelegen im Regental. Nächstgelegener Bahnhof des Hauptortes ist Teisnach. Im Rahmen des am 8. September 2016 gestarteten Bahnprobebetriebes halten wieder reguläre Personenzüge an den Haltepunkten.
Im Mai 2024 wurde die Länderbahn mit dem Betrieb der Linie RB 38 von Gotteszell nach Viechtach von Dezember 2025 bis Dezember 2034 mit regulärem Fahrplan beauftragt.
Der sonst nächstgelegene regelmäßig bediente Bahnhof mit Verbindungen entlang der Bahnstrecke Plattling–Bayerisch Eisenstein durch Züge der Waldbahn befindet sich im zwölf Kilometer entfernten Gotteszell.

## Bildung
Es gibt folgende Einrichtungen (Stand: 2012):
- Kindergarten mit 50 Kindergartenplätzen mit 45 Kindern
- Volksschule (Grundschule) mit vier Lehrern und 63 Schülern

## Freizeit
Im Gemeindeteil Berging existieren eine Großraumdisco und ein Freizeitcenter mit Kartbahn, Lasertag und Bowling-Bahn.

## Persönlichkeiten
- Michael Dachs (1876–1941), Komponist und Musiktheoretiker, wurde im Ortsteil Grandmühle geboren. Er verfasste eine weit verbreitete und noch heute erhältliche Harmonielehre und komponierte u. a. mehrere Messen.
- Franz Xaver Glasschröder (1864–1933), bayerischer Historiker und Archivar.
- Johann Müller (* 1959), Politiker, lebt in Geiersthal